# 1849年逝世人物列表
下面是1849年逝世的知名人士列表。
1849年逝世人物列表：1月 - 2月 - 3月 - 4月 - 5月 - 6月 - 7月 - 8月 - 9月 - 10月 - 11月 - 12月

## 1月

### 14日
- 皮埃爾·羅克·朱里安·德·拉格拉維埃，法國海軍上將

### 18日
- 帕努索斯·諾塔拉斯，希臘政治家

### 30日
- 喬納森·奧爾德，美國定居者

## 2月

### 8日
- 法國·普雷舍倫，斯洛維尼亞詩人

### 28日
- 里賈納·馮·西博爾德，德國醫生、產科醫生

## 3月

### 14日
- 荷蘭國王威廉二世

### 15日
- 朱塞佩·卡斯帕·梅佐凡蒂，義大利天主教紅衣主教、語言學家

### 18日
- 安東尼·梅因，法國雕塑家

### 20日
- 詹姆斯·查士丁尼·莫里爾，英國外交官、作家

### 24日
- 約翰·沃爾夫岡·德貝萊納，德國化學家

## 4月

### 11日
- 佩德羅·伊格納西奧·德·卡斯特羅·巴羅斯，阿根廷政治家、牧師

## 5月

### 10日
- 葛饰北斋，日本浮世繪藝術家

### 11日
- 朱麗葉·雷卡米耶，法國社交名媛
- 奥托·尼古拉，德國作曲家、指揮家

### 22日
- 玛利亚·埃奇沃思，愛爾蘭小說家

### 25日
- 本傑明·德班，英國將軍，殖民地行政長官

### 28日
- 安妮·勃朗特，英國作家 [1]

## 6月

### 10日
- 湯瑪斯·羅伯特·布格，法國元帥，伊斯利公爵

### 15日
- 詹姆斯·诺克斯·波尔克，53歲，美國第11任總統

## 7月

### 12日
- 多莉·麦迪逊，81歲，美國第一夫人

### 28日
- 撒丁島國王查理斯·阿爾伯特

### 31日
- 桑多爾·佩特菲，匈牙利詩人

## 8月

### 2日
- 埃及的穆罕默德·阿裡

### 23日
- 愛德華·希克斯，美國民間藝術家

## 9月

### 4日
- 弗里德里希·劳恩，德國小說家

### 6日
- 安德列亞斯·約瑟夫·霍夫曼，德國哲學家和革命家

### 23日
- 瑪麗·伊莉莎白·李，美國作家

### 25日
- 老约翰·施特劳斯，奧地利作曲家[2]

## 10月

### 6日
- 拉霍斯·巴蒂亞尼，匈牙利政治家（被處決）

### 7日
- 埃德加·愛倫·坡，美國作家

### 17日
- 弗雷德里克·肖邦，波蘭裔法國音樂家、作曲家

### 22日
- 威廉·米勒，美國浸信會傳教士，第二次降臨運動領袖

## 12月

### 2日
- 薩克森-邁寧根的阿德萊德，英國威廉四世的女王

## 日期不詳
- 辛西婭·塔格特，美國詩人